# Nederlands kampioenschap halve marathon 1996
Het Nederlands kampioenschap halve marathon 1996 vond plaats op 7 juli 1996. Het was de vijfde keer dat de Atletiekunie een wedstrijd organiseerde met als inzet de nationale titel op de halve marathon (21,1 km). De wedstrijd vond plaats in Deventer.
De titel van Nederlands kampioen halve marathon bij de mannen ging voor de tweede achtereenvolgende maal naar Getaneh Tessema. Hij bezat weliswaar niet de Nederlandse nationaliteit, maar woonde drie jaar in Nederland en was lid van de KNAU, hetgeen voldoende was om de titel te veroveren. Snelste Nederlander was John Vermeule met een finishtijd van 1:05.24 en een zevende plaats overall. Bij de vrouwen was Wilma van Onna het snelst; zij won de wedstrijd en hiermee de nationale titel in 1:12.36. Anne van Schuppen spaarde haar krachten om deze twee weken later te kunnen gebruiken op de Olympische Spelen.

## Uitslagen

### Mannen
| rang   | naam                | land | tijd    |
| ------ | ------------------- | ---- | ------- |
| Goud   | Getaneh Tessema     | ETH  | 1:03.33 |
| Zilver | Fransua Woldemariam | ETH  | 1:03.34 |
| Brons  | Aiduna Aitnafa      | ETH  | 1:03.40 |
| 4      | Tadesse Woldemeskle | ETH  | 1:04.08 |
| 5      | Tekeye Gebrselassie | ETH  | 1:04.12 |
| 6      | Woldelassa Milkessa | ETH  | 1:05.04 |
| 7      | John Vermeule       | NED  | 1:05.24 |
| 8      | Gerard Kappert      | NED  | 1:05.35 |
| 9      | Robert Smits        | NED  | 1:06.21 |
| 10     | Peter Visser        | NED  | 1:06.30 |

### Vrouwen
| rang   | naam                  | land | tijd    |
| ------ | --------------------- | ---- | ------- |
| Goud   | Wilma van Onna        | NED  | 1:12.36 |
| Zilver | Anne van Schuppen     | NED  | 1:13.55 |
| Brons  | Kristijna Loonen      | NED  | 1:14.48 |
| 4      | Carla Beurskens       | NED  | 1:16.22 |
| 5      | Mieke Pullen          | NED  | 1:17.25 |
| 6      | Marianne van de Linde | NED  | 1:17.29 |
| 7      | Erica Souverein       | NED  | 1:18.55 |
| 8      | Mieke Aanen           | NED  | 1:19.27 |

1992 · 
1993 · 
1994 · 
1995 · 
1996 · 
1997 ·
1998 ·
1999 · 
2000 · 
2001 · 
2002 · 
2003 · 
2004 · 
2005 · 
2006 · 
2007 · 
2008 · 
2009 · 
2010 · 
2011 · 
2012 · 
2013 · 
2014 · 
2015 · 
2016 ·
2017 ·
2018 ·
2019 ·
2022 ·
2023